# Provincia Centrale (Zambia)
La provincia Centrale (ufficialmente Central Province in inglese) è una provincia dello Zambia.

## Distretti
La provincia è suddivisa nei seguenti distretti:
| Distretto     | Superficie km² |
| ------------- | -------------- |
| Chibombo      | 8 215          |
| Chisamba      | 5 215          |
| Chitambo      | 6 085          |
| Kabwe         | 1 572          |
| Kapiri Mposhi | 9 707          |
| Luano         | 9 191          |
| Mkushi        | 8 458          |
| Mumbwa        | 19 771         |
| Ngabwe        | 7 199          |
| Serenje       | 17 389         |
| Shibuyunji    | 1 729          |

Dal 2012 al 2021 ha fatto parte della provincia anche il distretto di Itezhi Tezhi, che nel 2012 fu spostato dalla Provincia Meridionale dal presidente Michael Sata. La decisione fu molto contestata dalla popolazione del distretto e nel 2021 su decisione del presidente Hakainde Hichilema il distretto è stato riaggregato alla provincia Meridionale.